# Le Quatre de cœur
Le Quatre de cœur — The Four of Hearts dans l'édition originale en anglais — est un roman policier américain de Ellery Queen publié en 1938. C'est le 13e roman de la série du détective Ellery Queen (personnage).  

## Résumé
Hollywood. Deux stars, pourtant rivales depuis des années, décident de se marier en plein ciel, à bord d'un avion qui survolera les studios où ils tourneront leur prochain film. Les deux tourtereaux doivent ensuite passer leur lune de miel dans un lieu tenu secret. Tout semble parfaitement huilé pour alimenter les journaux à potins avec cette histoire de contes de fées, digne de la capitale du rêve. Mais un fait inattendu vient donner un tour tragique à l'événement. Les cadavres des deux vedettes sont retrouvés, quelques heures plus tard, dans un coin reculé où l'avion s'est posé. Les malheureuses victimes ont été empoisonnées par un cocktail que l'assassin avait pris soin de placer dans la cabine.  Ellery Queen se charge de l'enquête.

## Éditions
Éditions originales en anglais
- (en) Ellery Queen, The Four of Hearts, New York, Stokes, 1938 — Édition américaine
- (en) Ellery Queen, The Four of Hearts, Londres, Gollancz, 1939 — Édition britannique

Éditions françaises
- (fr) Ellery Queen (auteur) et Simone Lechevrel (traducteur), Le Quatre de cœur [« The Four of Hearts »], Paris, Nouvelle Revue Critique, coll. « L'Empreinte no 173 », 1939, 255 p. (BNF 32549987)
- (fr) Ellery Queen (auteur) et Frank Straschitz (traducteur), Le Quatre de cœur [« The Four of Hearts »], Paris, Éditions OPTA, coll. « Les Classiques du roman policier no 43 », 1967, 357 p. (BNF 33145999)
- (fr) Ellery Queen (auteur) et Frank Straschitz (traducteur), Le Quatre de cœur [« The Four of Hearts »], Paris, J'ai lu, coll. « J'ai lu no 1876 », 1985, 282 p.
- (fr) Ellery Queen (auteur) et Frank Straschitz (traducteur), Le Quatre de cœur [« The Four of Hearts »], « in » Quinze enquêtes, Paris, Éditions Omnibus, 1993, 1155 p. (ISBN 2-258-03738-7, BNF 35596587) Ce volume omnibus, préfacé par François Rivière, propose une traduction revue et complétée de Le Quatre de cœur. Il réunit en outre les romans suivants : Deux Morts dans un cercueil, Le Mystère des trois croix, Les Aventures d'Ellery Queen, Le Quatre de cœur, Griffes de velours, Lettres sans réponse, Sherlock Holmes contre Jack l'Éventreur, Face à face